# Marlens
Marlens korábbi község (település) Franciaországban, Haute-Savoie megyében. 2016. január 1-jén Cons-Sainte-Colombe községgel egyesült és Val de Chaise új község része lett.
Lakosainak száma 983 fő (2018. január 1.).

## Népesség
A település népességének változása:
| Lakosok száma | 624  | 616  | 637  | 656  | 699  | 822  | 909  | 1378 | 976  | 983  |
|               | 1962 | 1968 | 1975 | 1990 | 1999 | 2008 | 2013 | 2016 | 2017 | 2018 |